# Lapulapu
Lapu-Lapu là vua của Cebu tại Visayas. Philippines xem ông là người anh hùng đầu tiên Philippines vì ông là người dân tộc bản địa đầu tiên chống lại thực dân Tây Ban Nha thông qua chiến thắng của ông đối với nhà thám hiểm Ferdinand Magellan. Các tượng đài kỷ niệm của Lapu-Lapu đã được xây dựng ở Manila và Cebu trong khi cảnh sát quốc gia Philippines và Cục Phòng cháy chữa cháy sử dụng hình ảnh của ông. Ông được biết đến với trận Mactan xảy ra vào rạng sáng ngày 27 tháng 4 năm 1521. Cuộc chiến đã làm ngừng chuyến thám hiểm của Magellan và việc chiếm đóng đối với quần đảo này của Tây Ban Nha bị trì hoãn trong khoảng bốn mươi năm cho đến khi đoàn thám hiểm của Miguel López de Legazpi năm 1564. Ngoài là một đối thủ đối với Rajah Humabon của Cebu, người ta ít được biết về cuộc đời của Lapu-Lapu và các tài liệu còn tồn tại về cuộc đời của ông là những tài liệu viết bởi Antonio Pigafetta. Tên gọi, nguồn gốc, tôn giáo, và số phận của ông vẫn còn là một vấn đề tranh cãi.

## Tên gọi
Ông cũng có các tên khác Çilapulapu, Si Lapulapu, Salip Pulaka, Cali Pulaco, và Lapulapu Dimantag.. Theo tài liệu, ông là con trai của Datu tên Mangal, một vị vua (Datu, hay Tù trưởng) lớn nhất vùng Cebu. Ông cai trị Cebu đồng thời với tiểu vương (Datu) Humabon. Một tài liệu duy nhất có nói về Lapu-Lapu là quyển  Aginid, Bayok sa Atong Tawarik của Jovito Abellana (1952). Quyển này tập hợp những lời kể lại về ông của vị Datu Cebu cuối cùng (1565), Rajah Tupas - sau khi ông này ký hiệp định Cebu nhường vương quốc cho người Tây Ban Nha.
Ngược dòng lịch sử của đảo Cebu thuộc Visayas, biên niên sử ghi nhận vương quốc Cebu được thành lập bởi một hoàng tử của vương triều Chola (Ấn Độ) là Sri Lumay vào nửa đầu thế kỷ XIII. Lumay nổi tiếng với các chiến thuật "tiêu thổ kháng chiến" chống đánh người Moor (Hồi giáo) đang tấn công vương quốc mới thành lập. Ngoài ra, ông cho hai con trai là Alho cai quản vùng phía nam Cebu (nay là Carcar và Santander), Sri Ukob cai quản các đảo Sialo và Nahalin. Sau khi qua đời trong trận chiến chống cướp biển, người con trưởng là Sri Bantug - người cai trị từ vùng Singhapala (nghĩa là "thành phố sư tử") lên kế ngôi. Sri Bantug chết vì dịch bệnh và con trai ông là Rajah Humabon lên ngôi Datu Cebu. Thời Rajah Humabon, khu vực này đã trở thành một trung tâm thương mại quan trọng. Ông gọi các cảng là sinibuayng ("địa điểm kinh doanh"), về sau rút ngắn thành chữ "sibo" rồi thành chữ "Cebu". Ở sử thi Agnid, Lapu-Lapu được cho là có nguồn gốc từ Borneo sang cư ngụ. Vị Datu Humabon cho Lapu-Lapu vùng Mandawili (nay là Mandaue) để sinh sống. Lapu-Lapu lúc đầu có quan hệ tốt với Humabon, về sau ông ta làm cướp biển khiến quan hệ hai người ngày càng xấu đi. Không tài liệu nào nói rõ Lapu-Lapu lên ngôi vua Cebu năm nào. Nhưng căn cứ theo các dữ liệu trên, có thể suy ra ông cai trị cùng thời với Tiểu vương Humabon và quan hệ giữa hai người này không thật rõ. Có thể, ông lên ngôi vài tháng trước khi cuộc chiến tranh với người Tây Ban Nha do Fernão de Magalhães chỉ huy sẽ diễn ra năm ông lên ngôi, tức năm 1521.

## Sự nghiệp
Ông lên ngôi khoảng đầu năm 1521, cùng thời với Raja Humabon và Raja Zula. Khi đoàn thuyền của Tây Ban Nha do Magellan chỉ huy đến yêu cầu Cebu cống nộp sản phẩm, Zula là một trong những người đã cống nạp cho vua Tây Ban Nha trong khi Lapu-Lapu từ chối.
Nửa đêm ngày 27/4/1521, quân Tây Ban Nha gồm 60 lính Tây Ban Nha và 20-30 balangay (tàu chiến) của các chiến binh từ tiểu vương Humabon của Cebu, bất ngờ tấn công vào đảo Martan. Trong khi đó, đôi quân của Lapu-Lapu có tới 1.500 người, trang bị gươm, cứng và giáo bằng tre. Tới đảo lúc 3 giờ sáng và gặp đối thủ, Magellan lặp đi lặp lại lời đề nghị của ông là không phải để tấn công Lapu-Lapu nếu ông thề trung thành với Rajah Humabon, vâng lời vua Tây Ban Nha, và đã vinh danh ông. Nhưng Lapu-Lapu một lần nữa từ chối. Ông chế nhạo Magellan và thách hắn tấn công trước. Bắt đầu trận chiến, Magellan cùng 49 người lính Tây Ban Nha có trang bị súng hỏa mai, cây thương, kiếm, nỏ tấn công quân thổ dân. Đội quân của ông ta đốt cháy 20 - 30 ngôi nhà để đe dọa, nhưng vô hiệu. Ngay lập tức, việc làm đó của Magellan làm các chiến binh Lapu-Lapu của trở nên tức giận. Họ tràn lên phản công, giết ngay 2 lính Tây Ban Nha và chỉ huy Magellan bị thương ở chân bởi một mũi tên tấm độc. Magellan cho các thủy thủ rút lui và liên tục chống trả, nhưng vô ích. Viên chỉ huy Magellan bị một thổ dân bắt và chém đầu tại trận. Quân Tây Ban Nha và lực lượng Cebu của Humabon thất bại thảm bại phải rút về nước. Thắng trận, ông lên cai trị yên ổn Cebu cho đến khi qua đời năm 1542. Thời ông trị vì, dân Cebu theo tín ngưỡng vật linh và có xăm mình.  Pigafetta, người đã ghi lại cuộc gặp gỡ của Magellan với Cebuanos, ghi lại người Cebu thời đó tiêu thụ thịt lợn, thịt chó, và rượu cọ (arak). Đạo Hồi đã được du nhập thời kỳ này, nhưng bị tôn giáo bản địa chống lại quyết liệt và gọi là "ngoại đạo". Ông qua đời trước khi Humabon băng hà vài năm. Sau khi Humabon băng hà, người cháu là Rajah Tupas lên ngôi. Tháng 6/1565, Tupas bị chỉ huy Tây Ban Nha la Miguel López de Legazpi khuất phục bằng hiệp ước Cebu, công nhận sự thống trị của Tây Ban Nha tại Cebu.